# Bartosz Białkowski
Bartosz Marek Białkowski (Braniewo, 6 juli 1987) is een Pools voormalig voetballer die speelde als doelman. Tussen 2006 en 2024 was hij actief voor Southampton, Barnsley, Notts County, Ipswich Town en Millwall. Białkowski maakte in 2018 zijn debuut in het Pools voetbalelftal.

## Clubcarrière
Białkowski speelde in de jeugd van Olimpia Elbląg en kwam hierna terecht in de opleiding van Górnik Zabrze. In januari 2006 werd de Pool aangetrokken door Southampton. In drieënhalf jaar kwam hij tot vijftien competitieduels en hierna werd hij voor een maand verhuurd aan Barnsley. Na deze maand keerde hij terug bij Southampton, waarvoor hij nog acht competitiewedstrijden speelde.
In de zomer van 2012 maakte Białkowski de overstap naar Notts County, dat acteerde in de League One. Twee seizoenen lang was hij basisspeler, waarmee hij een transfer naar Ipswich Town verdiende. Hier tekende Białkowski voor twee seizoenen. Dit contract werd in februari 2016 verlengd met twee seizoenen en een optie voor een jaar extra. Aan het einde van het seizoen 2015/16 werd de doelman verkozen tot speler van het jaar van Ipswich. Begin 2018 werd de bijna aflopende verbintenis van Białkowski opnieuw verlengd, ditmaal tot medio 2020. Opnieuw werd een optie voor een seizoen extra opgenomen in het contract. Aan het einde van het seizoen 2017/18 tekende hij een vernieuwd contract, dat een jaar langer zou lopen.
Medio 2019 werd de Pool voor één seizoen verhuurd aan Millwall. Na een half seizoen besloot Millwall de doelman definitief over te nemen. Białkowski tekende vervolgens een contract voor tweeënhalf jaar. In de seizoene 2019/20 en 2020/21 werd hij verkozen tot speler van het jaar van Millwall. Begin 2023 werd zijn verbintenis opengebroken en met een jaar verlengd tot medio 2024. Na het aflopen van dit contract besloot Białkowski in augustus 2024 op zevenendertigjarige leeftijd een punt te zetten achter zijn actieve loopbaan.

## Clubstatistieken
| Seizoen | Club         | Competitie   | Competitie | Competitie | Beker | Beker | Internationaal | Internationaal | Totaal | Totaal |
| Seizoen | Club         | Competitie   | Wed.       | Dlp.       | Wed.  | Dlp.  | Wed.           | Dlp.           | Wed.   | Dlp.   |
| ------- | ------------ | ------------ | ---------- | ---------- | ----- | ----- | -------------- | -------------- | ------ | ------ |
| 2005/06 | Southampton  | Championship | 5          | 0          | 0     | 0     | —              | —              | 5      | 0      |
| 2006/07 | Southampton  | Championship | 9          | 0          | 0     | 0     | —              | —              | 9      | 0      |
| 2007/08 | Southampton  | Championship | 1          | 0          | 0     | 0     | —              | —              | 1      | 0      |
| 2008/09 | Southampton  | Championship | 0          | 0          | 0     | 0     | —              | —              | 0      | 0      |
| 2009/10 | → Barnsley   | Championship | 2          | 0          | 0     | 0     | —              | —              | 2      | 0      |
| 2009/10 | Southampton  | League One   | 7          | 0          | 1     | 0     | —              | —              | 8      | 0      |
| 2010/11 | Southampton  | League One   | 0          | 0          | 7     | 0     | —              | —              | 8      | 0      |
| 2011/12 | Southampton  | Championship | 1          | 0          | 7     | 0     | —              | —              | 8      | 0      |
| 2012/13 | Notts County | League One   | 40         | 0          | 5     | 0     | —              | —              | 45     | 0      |
| 2013/14 | Notts County | League One   | 44         | 0          | 4     | 0     | —              | —              | 48     | 0      |
| 2014/15 | Ipswich Town | Championship | 33         | 0          | 2     | 0     | —              | —              | 35     | 0      |
| 2015/16 | Ipswich Town | Championship | 20         | 0          | 3     | 0     | —              | —              | 23     | 0      |
| 2016/17 | Ipswich Town | Championship | 44         | 0          | 0     | 0     | —              | —              | 44     | 0      |
| 2017/18 | Ipswich Town | Championship | 45         | 0          | 1     | 0     | —              | —              | 46     | 0      |
| 2018/19 | Ipswich Town | Championship | 28         | 0          | 2     | 0     | —              | —              | 30     | 0      |
| 2019/20 | → Millwall   | Championship | 28         | 0          | 2     | 0     | —              | —              | 30     | 0      |
| 2019/20 | Millwall     | Championship | 18         | 0          | 0     | 0     | —              | —              | 18     | 0      |
| 2020/21 | Millwall     | Championship | 46         | 0          | 3     | 0     | —              | —              | 49     | 0      |
| 2021/22 | Millwall     | Championship | 46         | 0          | 0     | 0     | —              | —              | 46     | 0      |
| 2022/23 | Millwall     | Championship | 10         | 0          | 1     | 0     | —              | —              | 11     | 0      |
| 2023/24 | Millwall     | Championship | 14         | 0          | 1     | 0     | —              | —              | 15     | 0      |
| Totaal  | Totaal       | Totaal       | 439        | 0          | 35    | 0     | 0              | 0              | 476    | 0      |

## Interlandcarrière
Białkowski maakte zijn debuut in het Pools voetbalelftal op 23 maart 2018, toen met 0–1 verloren werd van Nigeria door een goal van Victor Moses. Hij moest van bondscoach Adam Nawałka als wisselspeler aan het duel beginnen en hij viel zeven minuten voor tijd in voor Łukasz Fabiański. De andere debutanten dit duel waren Przemysław Frankowski (Jagiellonia) en Dawid Kownacki (Sampdoria). Białkowski werd in juni 2018 door Nawałka opgenomen in de selectie van Polen voor het wereldkampioenschap in Rusland. Op het WK verloor Polen met 1–2 met Senegal en 0–3 van Colombia. Ondanks een overwinning van 0–1 op Japan betekenden de nederlagen de uitschakeling van Polen in de groepsfase. Wojciech Szczęsny kreeg van Nawałka de voorkeur boven Białkowski en Łukasz Fabiański, die alle drie de wedstrijden toekeken vanaf de reservebank.
| Interlands van Bartosz Białkowski voor Polen | Interlands van Bartosz Białkowski voor Polen | Interlands van Bartosz Białkowski voor Polen | Interlands van Bartosz Białkowski voor Polen | Interlands van Bartosz Białkowski voor Polen | Interlands van Bartosz Białkowski voor Polen | Interlands van Bartosz Białkowski voor Polen |
| №                                            | Datum                                        | Wedstrijd                                    | Uitslag                                      | Competitie                                   | Goals                                        |                                              |
| Als speler bij Ipswich Town                  | Als speler bij Ipswich Town                  | Als speler bij Ipswich Town                  | Als speler bij Ipswich Town                  | Als speler bij Ipswich Town                  | Als speler bij Ipswich Town                  | Als speler bij Ipswich Town                  |
| -------------------------------------------- | -------------------------------------------- | -------------------------------------------- | -------------------------------------------- | -------------------------------------------- | -------------------------------------------- | -------------------------------------------- |
| 1                                            | 23 maart 2018                                | Polen – Nigeria                              | 0 – 1                                        | Vriendschappelijk                            |                                              |                                              |